# Bökensved
Bökensved (ofta med betoning på sista stavelsen) är en idrottsplats i Västervik. Där bedrivs mycket av de idrottsliga aktiviteter som utförs i Västervik.
På Bökensveds område finns tre fotbollsplaner, ishall (Plivit Arena), tennisplaner (grus), tennishall, idrottshall, simhall och bowlinghall.
Bökensveds IP är också hemmaplan för Division 3 laget Västerviks FF.